# 마이크로소프트 스토어 (가게)

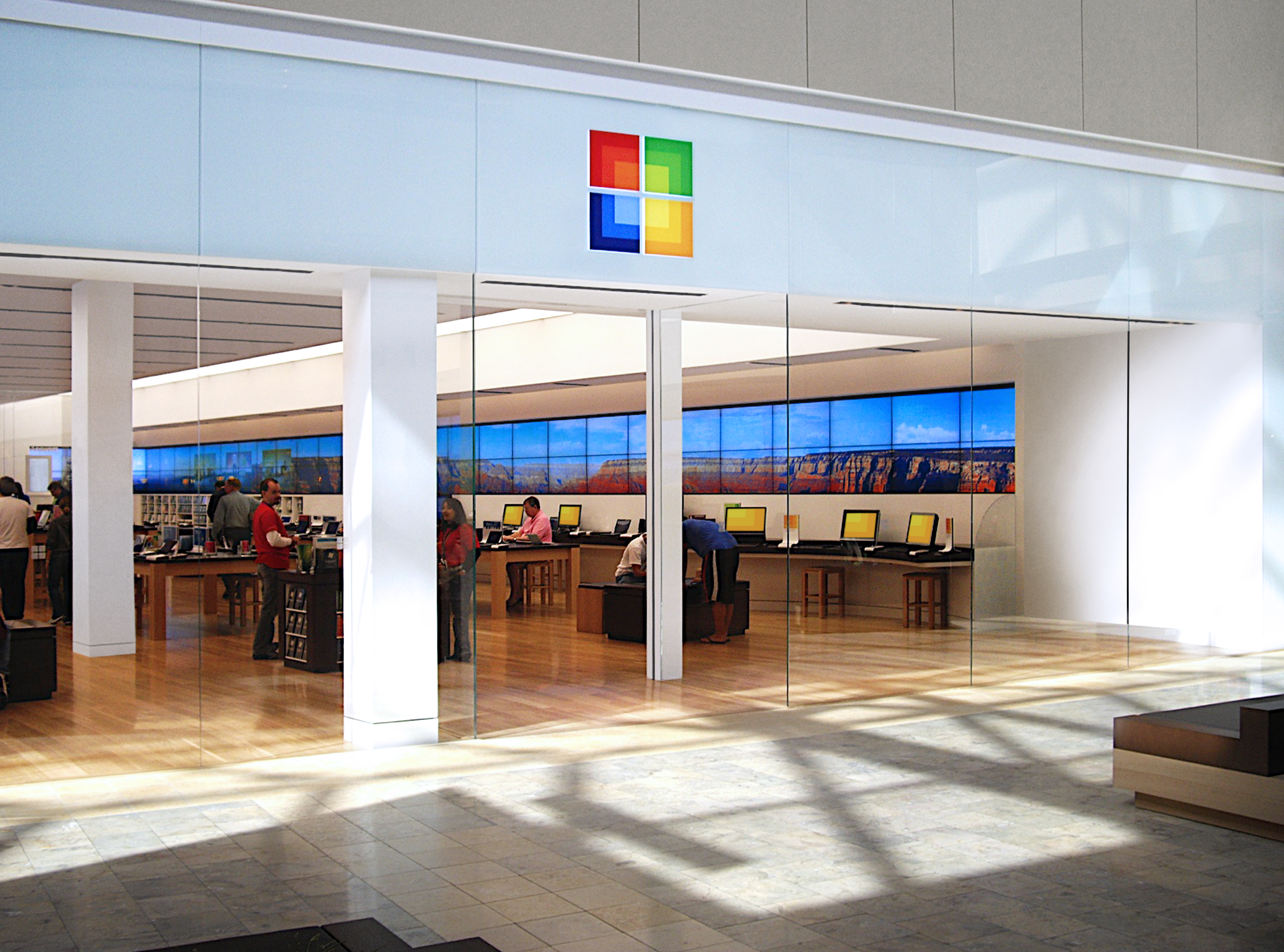
2009~2012년 마이크로소프트 스토어 로고.

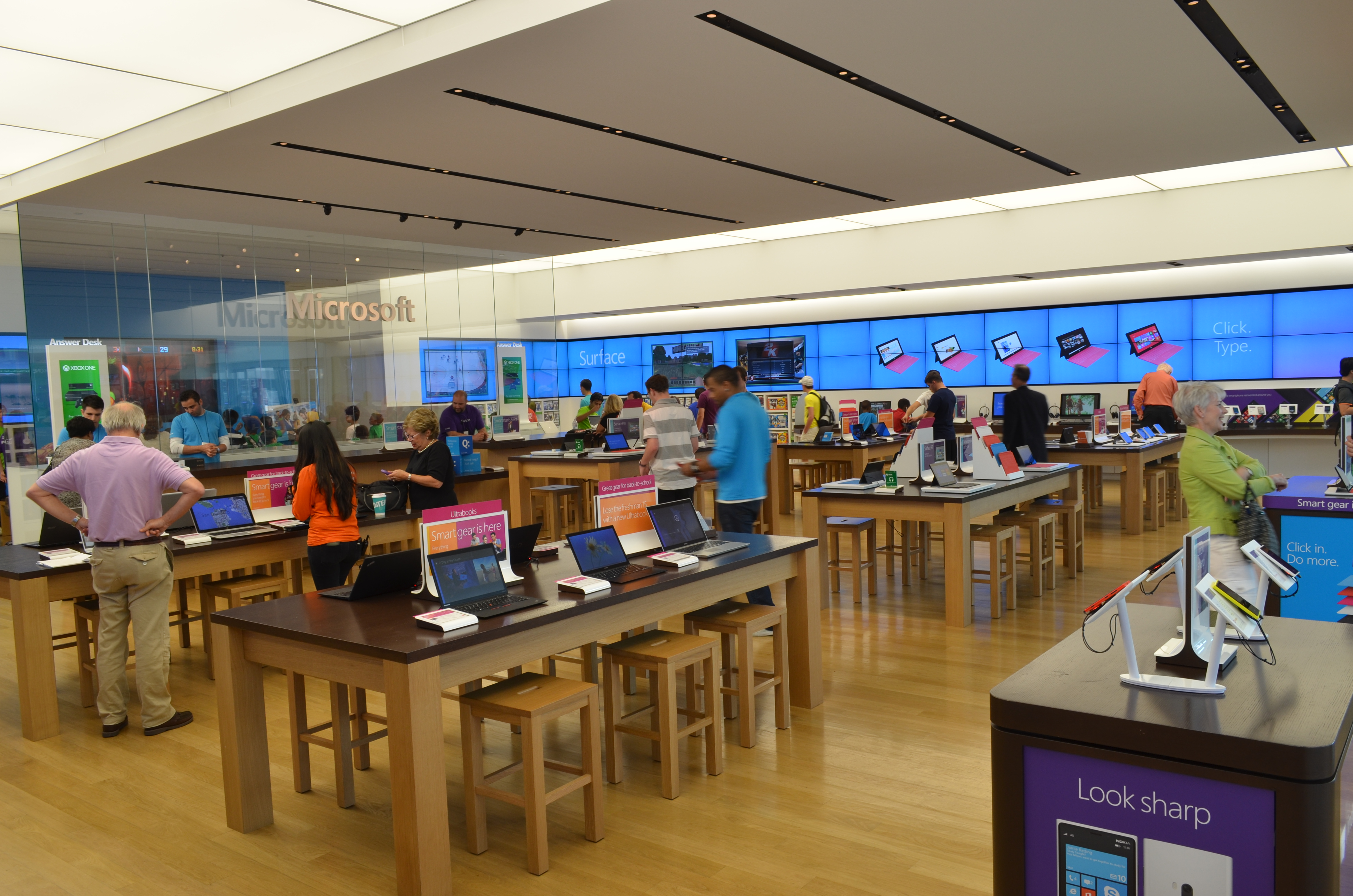
토론토 요크데일의 마이크로소프트 스토어. 미국 외 지역의 최초 스토어.

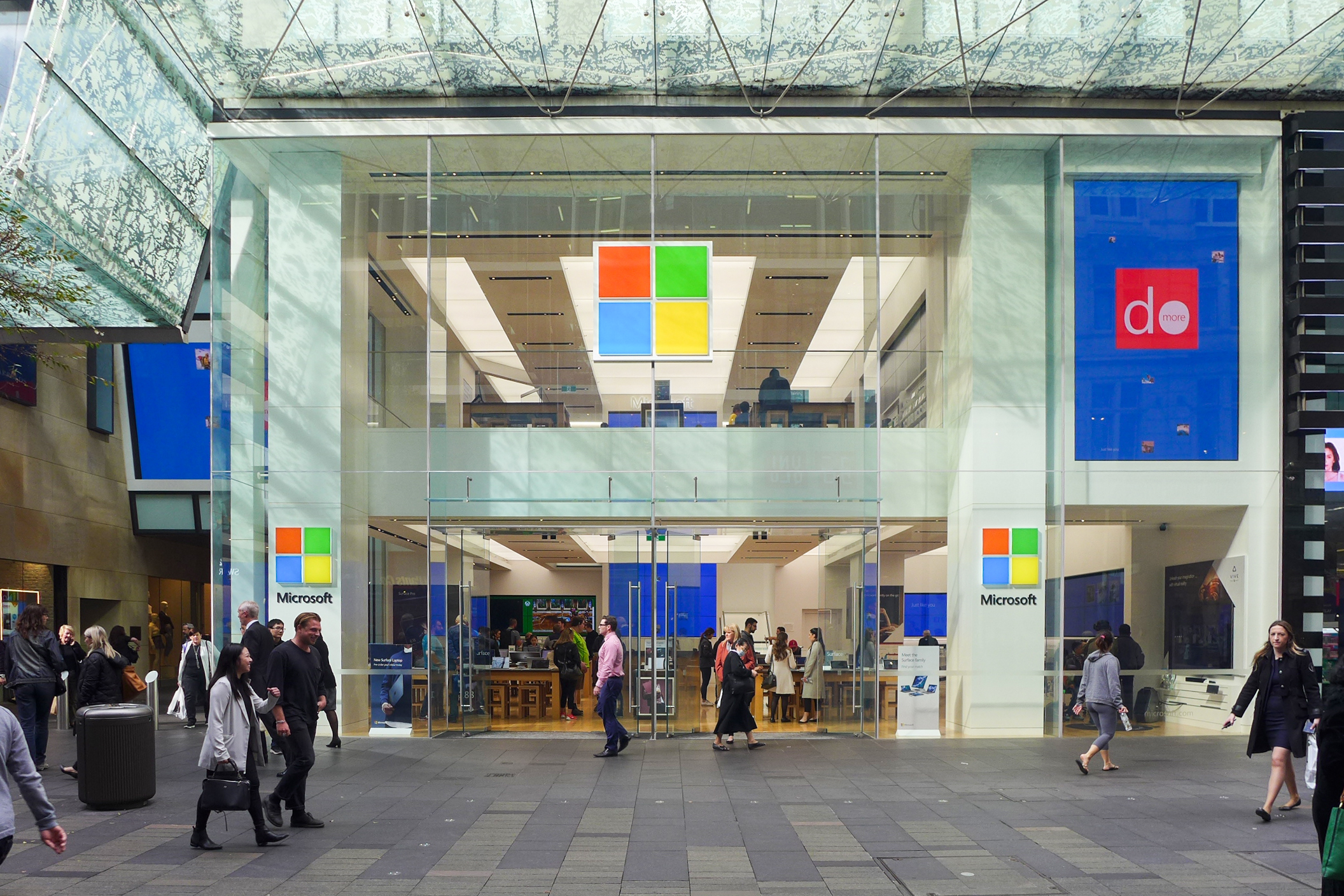
시드니의 마이크로소프트 스토어.

마이크로소프트 스토어(Microsoft Store)는 마이크로소프트가 소유하고 운영했던 소매 연쇄점이자 온라인 쇼핑 사이트이었다. 컴퓨터, 컴퓨터 소프트웨어, 컴퓨터 전자제품을 다루고 있었다. 이 스토어의 목적은 전 세계 소비자들을 위한 PC, 마이크로소프트 구매 체험을 개선하고 소비자들에게 PC와 소프트웨어 구매에 대한 결정을 도와주는 것이다.
마이크로소프트 스토어는 시그너처 PC, 그리고 마이크로소프트 서비스와 같은 태블릿, 또 데모나 트라이얼웨어(미리 설치된 무료 시험 서드파티 버전으로, 기간 제한이 있는 제품) HP, 에이서, 델, 레노버, 바이오와 같은 타사 제품들을 제공한다. 또, 윈도우 (대부분의 리테일 버전), 마이크로소프트 오피스, 엑스박스 원 게임 콘솔, 게임, 그리고 온사이트 엑스박스 진단을 포함한 서비스를 제공한다. 답변 데스크는 윈도우, 오피스, 기타 마이크로소프트 제품에 관한 질문에 답변하는 것을 도와준다. 스토어들은 수업 세션 및 개인 일정을 제공한다.
처음 2곳의 마이크로소프트 스토어는 스코츠데일, 미션비에호에서 윈도우 7을 시작한 주에 열렸다. 추가 스토어는 캘리포니아 주, 콜로라도 주, 조지아 주, 일리노이 주, 미네소타 주, 미주리 주, 텍사스 주, 워싱턴 주에서 개장되었다. 2011년에 Professional Developers Conference에서, 마이크로소프트는 앞으로 3년 안에 75곳의 새로운 스토어를 개장할 생각이 있다고 발표하였다.

## 역사
마이크로소프트 최초의 소매점은 샌프란시스코의 메트레온에 위치하였다.소니 리테일 엔터테인먼트에 의해 소유 및 운영되었고 1999년부터 2001년까지 운영되었다.
2009년, 마이크로소프트는 본사가 위치한 워싱턴주 레드먼드에 리테일 익스피리언스 센터(Retail Experience Center)를 설립하였으며 자체 스토어를 개설할 계획을 발표하였다. 2009년 10월 22일 윈도우 7 런칭 시기와 동일한 날에 마이크로소프트는 애리조나주 스콧데일에 소매점을 열었다. 1주일 뒤에 캘리포니아주 미션 비에조에 다른 스토어를 열었다. 2010년에 추가로 5개의 소매점을 열었다. 2011년 5월 애틀랜타주에 9개점을 열었고 6월 말까지 휴스턴과 로스앤젤레스에 2개점을 더 개장하기로 계획되었다.

## 같이 보기
- 애플 스토어
- 구글 스토어